# Эрнакулам
Эрнакулам (англ. Ernakulam) — часть города Кочин, расположенная на материке. Дала название округу Эрнакулам. Средняя высота над уровнем моря — 4 метра. По данным всеиндийской переписи 2001 года, население Эрнакулам составляло 558 000 человек. Уровень грамотности взрослого населения составлял 94 % (при общеиндийском показателе 59,5 %). В Эрнакулам расположен известный храм Шивы, от которого место и получило своё название.